# (193) Ambrosía
(193) Ambrosía es un asteroide que forma parte del cinturón de asteroides y fue descubierto por Jérôme Eugène Coggia el 28 de febrero de 1879 desde el observatorio de Marsella, Francia.
Está nombrado por la ambrosía, la comida de los dioses de la mitología griega.

## Características orbitales
Ambrosía orbita a una distancia media de 2,601 ua del Sol, pudiendo alejarse hasta 3,372 ua. Su inclinación orbital es 12,01° y la excentricidad 0,2967. Emplea 1532 días en completar una órbita alrededor del Sol.